# 카즈키 히로토
카즈키 히로토(일본어: 佳月 大人, 1970년 3월 15일 ~ )는 일본의 성우로, 오사카부 출신다.